# 次紧凑型车
次緊湊型車（英語：Subcompact car），以美国車輛尺寸作為標準的汽车分類，介乎於緊湊型車與都市車之間的車輛大小等級。在北美洲汽車市場，次緊湊型車通常是指為轴距不到2.54米，或者引擎容積在1,400c.c.到1,800c.c.之間。次緊湊型車在欧洲及亚洲國家比較常見；在北美洲的市場佔有比例歷來都比較少。該級別的車型在英国被稱為Supermini、在北美被稱為Subcompact，在歐洲則被稱為B-segment。
次紧凑型車的型號包括了本田飞度（Honda Fit）、福特Festiva、豐田Yaris和馬自達2等等。

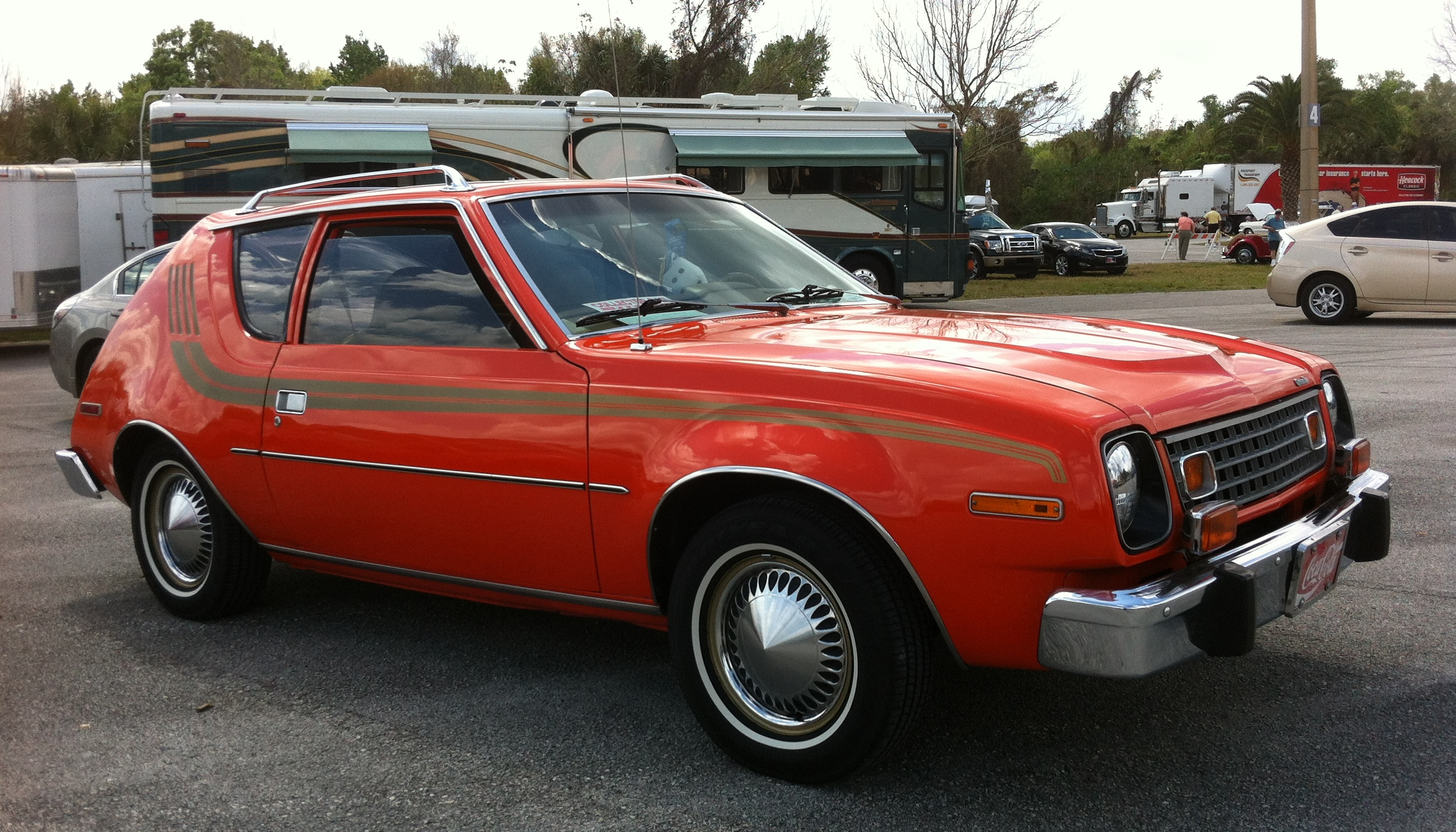
1977年AMC Gremlin（英语：AMC Gremlin）
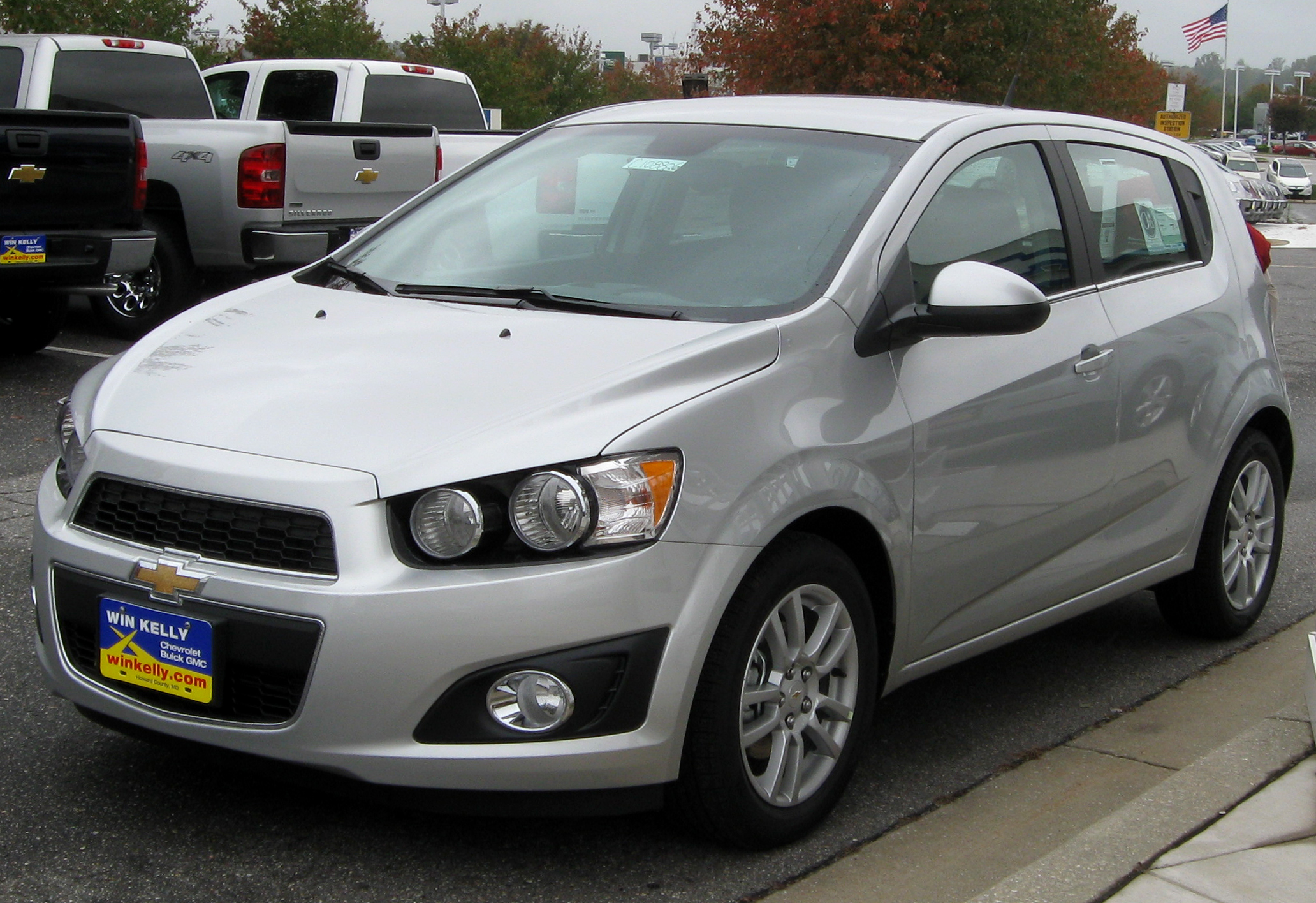
2012年雪佛蘭Sonic
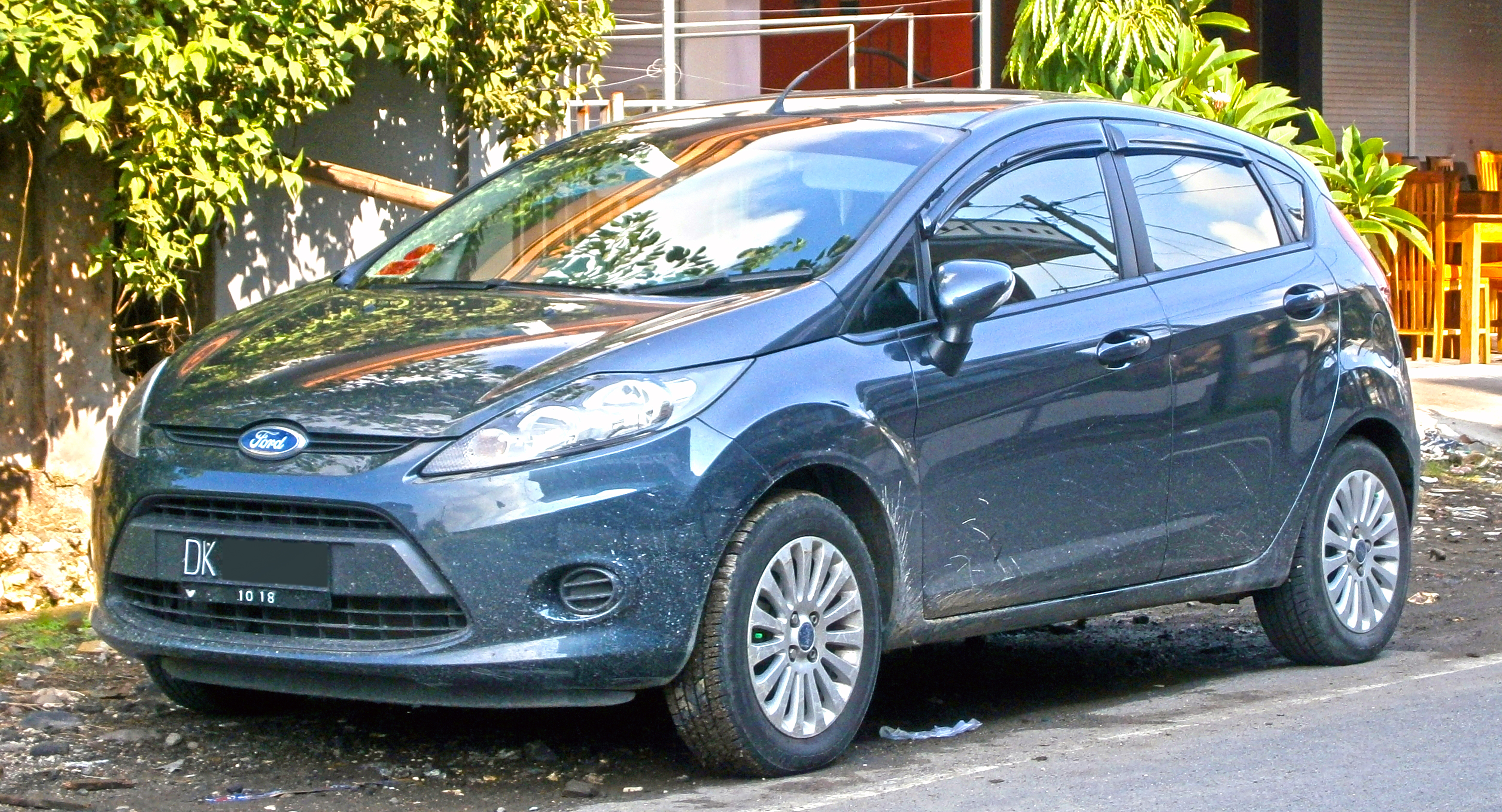
2013年福特Fiesta
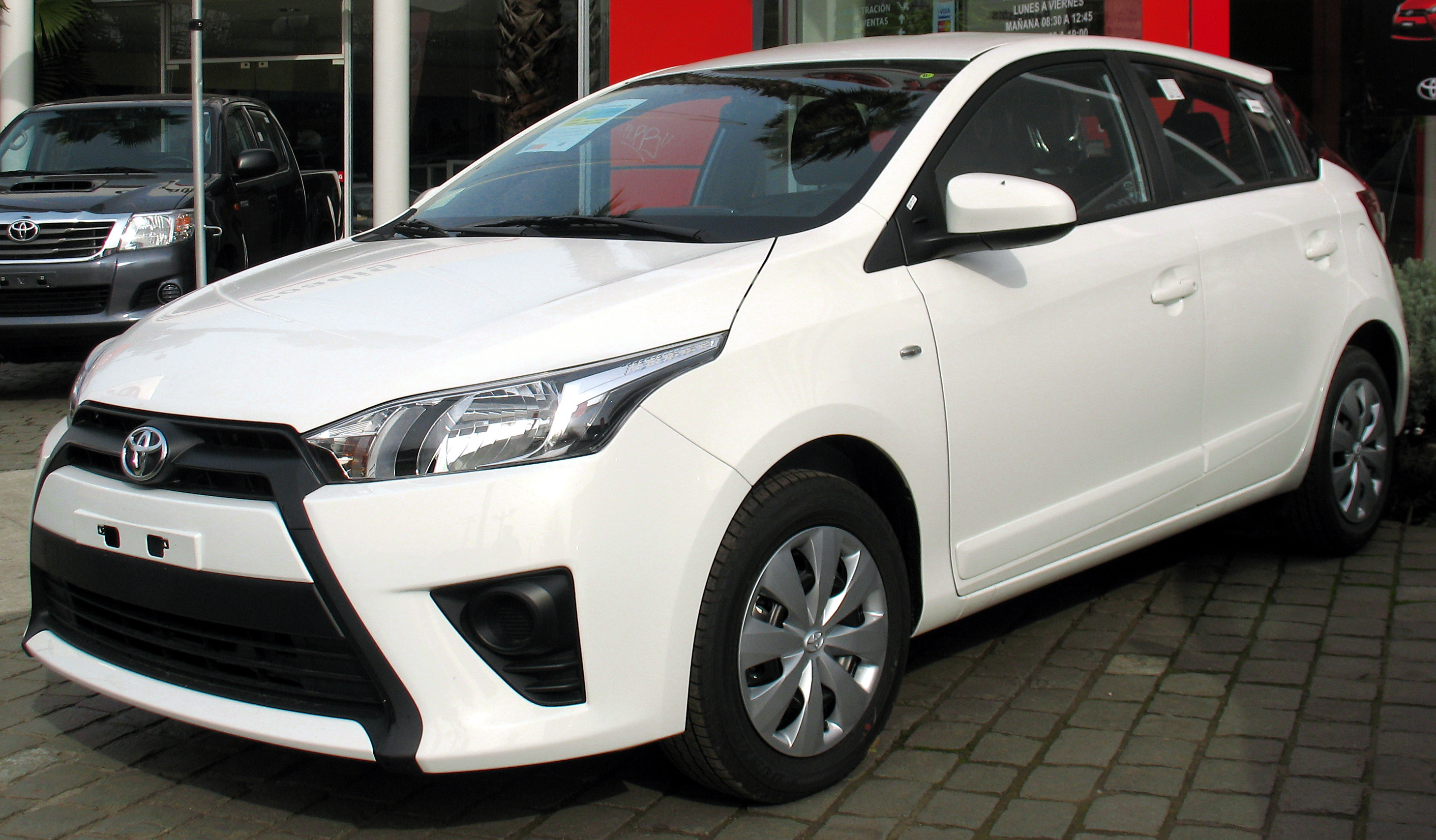
2019年豐田Yaris，此車為亞洲版第三代